# جبل الفند
جبل القنور، أحد جبال منطقة المدينة المنورة، يبعد 45 كم جنوب غرب المدينة المنورة. يطل من ناحية الشرق على قرية الفريش، ويبلغ ارتفاعه 0 م (0 قدم).

## الوصف
الفِنْدُ: هو الحَجَرُ العظيمُ الناتئ في الجبل. وهو سبب تسميتة بالفند.